# Max Hofmann (Journalist)
Max Hofmann (kurz für Maximilian Hofmann, * 1974 in Tübingen) ist ein deutscher Journalist und Moderator. Seit 1. August 2014 arbeitet er als Studioleiter für die Deutsche Welle in Brüssel, Belgien.

## Leben
Hofmann studierte zuerst „Journalisme et Communication“ an der französischen Journalistenschule CELSA in Paris, Île-de-France, und danach Publizistik, VWL, und Nordamerikastudien an der Freien Universität Berlin, Deutschland.
Von 2002 bis 2003 volontierte er bei der Deutschen Welle. Er ist Träger des RIAS-Preises für Neue Medien, den er 2010 zusammen mit Christoph Lanz für „Eingemauert – Walled In“, eine im Internet abrufbare Reanimation der Berliner Mauer erhielt.
Noch während der Studienzeit arbeitete er 1999 und 2000 als Moderator für den Rocksender 87.9 Star FM in Berlin. Danach wechselte er zur rbb-Welle Radio EINS, wo er als Moderator der Sendungen Der erste Kontakt und Let’s Rock tätig war. Zwischen 2003 und 2006 arbeitete Hofmann als freier Reporter und Moderator für DW-TV, das Auslandsfernsehen der Deutschen Welle, das Fernsehen des rbb und Radio Multikulti, ebenfalls vom rbb.
Von 2006 bis 2010 war er Redakteur beim Fernsehdirektor bei DW-TV. In dieser Zeit moderierte er die Sendungen Clipmania und Deutsche Beats. 2010 ging Hofmann nach Washington, D.C., United States, wo er vier Jahre lang als Nordamerika-Korrespondent für die Deutsche Welle arbeitete.